# Améthyste (U-Boot, 1992)
Die Améthyste (S605) ist ein taktisches Atom-U-Boot der französischen Marine. Der Name ist das Akronym für „AMElioration Tactique, HydrodYnamique, Silence, Transmission, Ecoute“, was „taktische, hydrodynamische, Lärmunterdrückungs- und Antriebs-Weiterentwicklung“ bedeutet. Der Name steht aber auch für den Edelstein Amethyst und wurde zum ersten Mal für ein französisches Kriegsschiff verwendet. Die Améthyste ist das fünfte U-Boot der Rubis-Klasse und stellt eine Weiterentwicklung der Klasse dar, weshalb sie und auch das Schwesterschiff Perle in einigen Quellen als Améthyste-Klasse bezeichnet werden. Die vier früher gebauten Schwesterschiffe wurden in den 1990ern modernisiert und auf das technische Niveau der Améthyste gehoben.
Die Améthyste ist mit vier 53,3-cm-Rohren zum Abfeuern von Torpedos gegen U-Boote und Schiffe sowie von Exocet-Lenkflugkörpern zur Bekämpfung von Schiffen ausgerüstet.
Im Kosovokrieg im Jahre 1999 wurde die Améthyste gemeinsam mit dem Schwesterschiff Rubis zur Sicherung der maritimen Angriffskräfte der NATO eingesetzt. Außerdem wurde das Seegebiet vor Kotor für jugoslawischen Schiffsverkehr gesperrt und Aufklärungsarbeit geleistet.
Beim Internationalen Militäreinsatz in Libyen 2011 war die Améthyste als Teil der französischen „Task Force 473“ vor der libyschen Küste stationiert, ohne in die Kämpfe einzugreifen.